# Mikre, Loveci
Mikre (în bulgară Микре) este un sat în comuna Ugărcin, regiunea Loveci,  Bulgaria. 

## Demografie
Componența etnică a satului Mikre
     Bulgari (94,7%)
     Turci (3,7%)
     Nicio identificare (1,58%)
     Altele (0%)
La recensământul din 2011, populația satului Mikre era de 189 locuitori. Din punct de vedere etnic, majoritatea locuitorilor (94,7%) erau bulgari, cu o minoritate de turci (3,7%). Pentru 1,58% din locuitori nu este cunoscută apartenența etnică.